# 江阴州
江阴州，元朝时设置的州。
至元十四年（1277年）后，降江阴路置，治所在今江苏省江阴市。属江浙等处行中书省。辖境约当今江苏省江阴、靖江等市地。至正二十四年（1364年），朱元璋改名连洋州，寻复旧名。明朝初年，又降为江阴县。 